# Felix Hoppe-Seyler
Ernst Felix Immanuel Hoppe-Seyler, född 26 december 1825 i Freyburg, död 10 augusti 1895 i Wasserburg am Bodensee, var en tysk fysiolog och kemist. 
Hoppe-Seyler blev medicine doktor i Berlin 1850, bedrev till en början medicinsk praktik, men övergick snart helt till vetenskaplig forskning, var från 1856 assistent i patologisk kemi vid Rudolf Virchows patologiska anstalt i Berlin, blev 1861 professor i tillämpad kemi i Tübingen och kallades 1872 till professor i fysiologisk kemi i Strassburg. 
Hoppe-Seyler var en av den nyare fysiologiska kemins grundläggare, och han kastade genom sina många arbeten ljus över de flesta av den fysiologiska kemins frågor. Därjämte var han en mycket framstående lärare och utövade även genom sina läroböcker samt den av honom 1877 uppsatta "Zeitschrift für physiologische Chemie" ett betydande inflytande på sin vetenskaps utveckling.